# Курпиль, Степан Владимирович
Степа́н Влади́мирович Курпи́ль (укр. Степан Володимирович Курпіль; род. 23 июля 1959, село Песочное, Николаевский район, Львовская область) — украинский политический деятель и журналист. Член партии Всеукраинское объединение «Батькивщина» с марта 2006.

## Образование
Львовский государственный университет имени Ивана Франко, факультет журналистики (1976—1981), журналист. В 2010 году закончил Львовский национальный университет имени Ивана Франко, факультет международного права и бизнеса.

## Журналистская карьера
- С июня — декабрь 1981 — корреспондент Николаевской районной газеты «Ленинская заря» (Львовская область).
- Декабрь 1981 — октябрь 1985 — младший редактор, редактор, старший редактор республиканского издательства «Каменяр» (Львов).
- Октябрь 1985 — июнь 1986 — лектор Львовского областного комитета Ленинского коммунистического Союза молодёжи Украины.
- Июнь 1986 — сентябрь 1991 — заведующий отдела пропаганды, культуры, литературы и искусства, ответственный секретарь, заместитель главного редактора газеты «Ленинская молодёжь» (в будущем — «Молодая Галичина»).
- Октябрь 1991 — апрель 2006 — главный редактор газеты «Высокий Замок»; главный редактор еженедельника «Львовская реклама»; председатель правления ЗАО "Издательский дом «Высокий Замок».

Член Национального Союза журналистов Украины (с 1986), заслуженный журналист Украины (с апреля 1999). Секретарь Национального Союза журналистов Украины, председатель Львовской областной организации НСЖУ, член Комиссии по журналистской этике (с сентября 2001).

## Политическая карьера
В апреле 1994 — марте 1998 — депутат Львовского областного совета, в апреле 2006 — вновь избирался депутатом Львовского облсовета.
Апрель 2002 — кандидат в народные депутаты Украины по избирательному округу № 118 Львовской области, самовыдвиженец. Получил 21,17 %, 2-й результат из 22 претендентов. На время выборов главный редактор газеты «Высокий замок», беспартийный.
Апрель 2006 — июнь 2007 — народный депутат Украины 5-го созыва от Блока Юлии Тимошенко, № 36 в списке. На время выборов: председатель правления ЗАО "Издательский дом «Высокий Замок», беспартийный. Председатель подкомитета по вопросам печатных средств массовой информации и печати Комитета по вопросам свободы слова и информации (с июля 2006), член фракции Блока Юлии Тимошенко (с мая 2006). Сложил депутатские полномочия 12 июня 2007 года.
Народный депутат Украины 6-го созыва с ноября 2007 от Блока Юлии Тимошенко, № 36 в списке. На время выборов: директор по вопросам стратегии ЗАО "Издательский дом «Высокий Замок», член партии «Батькивщина». Член Комитета по вопросам европейской интеграции (с декабря 2007), председатель подкомитета по вопросам политического диалога, межчеловеческих контактов и сотрудничества между Украиной и ЕС в сфере юстиции и внутренних дел, координации технической помощи ЕС Верховной Раде Украины (с января 2008).

## Семья
Отец Владимир Войцехович (1920) — бухгалтер, мать Анна Степановна (1926) — работница; жена Балюк Наталья Анатольевна (1971) — журналистка, главный редактор газеты «Высокий Замок», председатель правления ЗАО "Издательский дом «Высокий Замок»; дочери Ульяна (1982) и Юлия (1995).